# Лоренс Парсонс, четвертий ерл Росс
Лоренс Парсонс, четвертий граф Росс (англ. Lawrence Parsons, 4. Earl of Rosse; 17 грудня 1840 у своєму ірландському родовому маєтку Берр-Кастл, Парсонстаун, графство Оффалі — 30 серпня 1908), кавалер Ордена Святого Патріка, був ірландським дворянином та астрономом. Він був сином Вільяма Парсонса, третього графа Росс та по його смерті 1867 року успадкував титул графа Росс.
З 1868 року до смерті він був одним з обраних представницьких перів (англ. Representative Peers) ірландського дворянства в Палаті лордів. Між 1892 та 1908 роками він також був лордом-намісником Королівського графства. Обидві ці посади обіймав і його батько.
Хоча він і перебував як астроном у тіні свого батька, він також зробив свій внесок в астрономічні спостереження (зокрема, Місяця), та відкрив ряд галактик. Був членом, а потім і віце-президентом Королівського товариства, а також президентом Ірландської королівської академії.
З 1885 по 1908 рік Парсонс був 18-м ректором Дублінського університету.
В 1870 році він одружився з Франсіс Касандрою Хоук, дочкою Едварда Харві-Хоука, четвертого барона Хоука, та мав з нею трьох дітей. По його смерті титул перейшов до старшого сина Вільяма.